# Lupia nitida
Lupia nitida är en tvåvingeart som beskrevs av Jean-Baptiste Robineau-Desvoidy 1863. Lupia nitida ingår i släktet Lupia och familjen parasitflugor.
Artens utbredningsområde är Frankrike. Inga underarter finns listade i Catalogue of Life.